# Coronicium
Coronicium es un género de hongos en la familia Pterulaceae. El género posee una amplia distribución en zonas templadas del hemisferio norte, y contiene cinco especies: C. alboglaucum, C. gemmiferum, C. molokaiense, C. proximum, C. thymicola.